# Nedertjärnen, Dalarna
Nedertjärnen är en sjö i Orsa kommun i Dalarna och ingår i Dalälvens huvudavrinningsområde. Sjön har en area på 0,131 kvadratkilometer och ligger 519,7 meter över havet. Vid provfiske har abborre och öring fångats i sjön.

## Delavrinningsområde
Nedertjärnen ingår i det delavrinningsområde (682102-143331) som SMHI kallar för Utloppet av Nedertjärnen. Medelhöjden är 535 meter över havet och ytan är 1,26 kvadratkilometer. Räknas de 2 avrinningsområdena uppströms in blir den ackumulerade arean 8,31 kvadratkilometer. Vattendraget som avvattnar avrinningsområdet har biflödesordning 5, vilket innebär att vattnet flödar genom totalt 5 vattendrag innan det når havet efter 436 kilometer. Avrinningsområdet består mestadels av skog (35 procent) och sankmarker (35 procent). Avrinningsområdet har 0,13 kvadratkilometer vattenytor vilket ger det en sjöprocent på 10,5 procent.